# The Usual Suspects
The Usual Suspects là một bộ phim được phát hành năm 1995 của đạo diễn Bryan Singer, kịch bản được viết bởi Christopher McQuarrie. Nội dung phim xoay quanh câu chuyện của Roger "Verbal" Kint (Kevin Spacey thủ vai) - là một trong 2 người còn sống sót sau vụ bắn nhau kinh hoàng tại cảng Los Angeles. Verbal nói với người thẩm vấn mình là Hải quan Hoa Kỳ David Kujan, một câu chuyện phức tạp về những sự kiện dẫn anh ta và bốn tội phạm có tiếng tình cờ gặp nhau, 5 người họ bị một ông chủ bí ẩn có tên là "Keyser Söze" sai khiến họ làm việc. Bằng hồi tưởng Roger đã tường thuật toàn bộ câu chuyện ngày một phức tạp thêm của mình để khiến cho Kujan tin rằng anh ta và đồng bọn của mình bị ép buộc có mặt trên con tàu đêm đó.
Phim được trình chiếu tại Liên hoan phim Cannes 1995. Sau đó được công chiếu và thu được khá nhiều thành công. Phim đoại 2 Giải Oscar cho kịch bản gốc xuất sắc nhất (Christopher McQuarrie) và Nam diễn viên phụ xuất sắc nhất (Kevin Spacey).

## Diễn viên
Gabriel Byrne trong vai Dean Keaton

## Đánh giá
- Phim đứng thứ 25 trong Top 250 của IMDb
- Nhân vật Verbal Kint đứng thứ 48 trong Danh sách 100 anh hùng và kẻ phản diện của Viện phim Mỹ